# Freie Arbeiter-Union
Freie Arbeiter-Union (FAU), de nom complet Freie Arbeiterinnen- und Arbeiter Union, és un sindicat alemany fundat el 1977 amb implantació a tot el país.
És una organització anarcosindicalista que es regeix per principis federalistes autoorganitzatius amb els objectius següents: lluita de classes, solidaritat i protecció entre els membres, educació i formació cultural. El diari Direkte Aktion apareix cada dos mesos amb 16 pàgines.
La seva orientació és internacionalista atès que l'anarcosindicalisme és un moviment de la classe treballadora contra el capitalisme global. La FAU va ser una secció local de l'Associació Internacional de Treballadors fins al 2016. Actualment forma part de la Confederació Internacional del Treball.